# Plata Couchova
Plata Couchova (latinsky: Xiphophorus couchianus, slovensky: Plata Couchova, anglicky: Monterrey platyfish). Ryba se vyskytuje ve sladkých vodách zemí Střední Ameriky. Rybu vědecky popsal v roce 1859 francouzský zoolog Charles Frédéric Girard (8. březen 1822, Mylhúzy, Francie – 29. leden 1895, Neuilly-sur-Seine, Francie).  

## Popis
Základní zbarvení přírodní formy je olivově zelené s černými skvrnami kolem boční čáry. Dospělý samec nemá mečík, dorůstá 4 cm. Samice jsou větší a plnější v bříšku, dorůstá 6 cm. Pohlaví ryb je snadno rozeznatelné: samci mají pohlavní orgán gonopodium, samice klasickou řitní ploutev.

## Biotop
Ryba žije ve sladkých vodách Střední Ameriky, povodích v zemi Rio San Juan v Mexiku. Podle The IUCN Red List of Threatened Species 2019 se jedná o druh, který se již v přírodě nevyskytuje, vyhynul.  

## Chov v akváriu
- Chov ryby: Pro chov je převaha samic nad samci je žádoucí. Ryba prospívá v teplejší vodě s dobrou filtrací. Vhodná do jednodruhových, ale i společenských nádrží se stejně velkými rybami[4] Ryba se používá pro genetické studie.[5]
- Teplota vody: 27–30°C[4]
- Kyselost vody: 6,0–8,0pH[4]
- Tvrdost vody: 8–20°dGH[4]
- Krmení: Jedná se o všežravou rybu, preferuje živou potravu (perloočky, komáří larvy), přijímá také vločkové, nebo mražené krmivo. Okusuje řasy. Pro dobré vybarvení a růst by strava měla být pestrá.[4]
- Rozmnožování: Březost trvá přibližně 4 týdny. Na jedno oplodnění samice může mít i několik dalších vrhů, bez přítomnosti samce. Samice mají před porodem černou skvrnu zralosti a výrazně hranaté velké bříško. Po porodu je vhodné potěr odlovit, nebo k porodu použít líhničku. Ryba se může mezidruhově křížit.[4]